# Polietes hirticrura
Polietes hirticrura är en tvåvingeart som beskrevs av Meade 1887. Polietes hirticrura ingår i släktet Polietes och familjen husflugor. Inga underarter finns listade i Catalogue of Life.